# ナザレ
ナザレまたはナザレト、アン＝ナースィラ（現代ヘブライ語：
נצרת, Náẓərat ナツラット、ティベリア式ヘブライ語：Nāṣəraṯ ナーツェラス、アラビア語：الناصرة an-Nāṣirah, 英語：Nazareth ナザレス、古代ヘブライ語：Natzrat ナツラト）は、イスラエルの都市。北部地区の中心地である。
住民の多くがアラブ人キリスト教徒だが、イスラム教徒・ユダヤ教徒も多く住む。現在の市長はキリスト教マロン派。
キリスト教徒にとっては、イエス・キリストが幼少期から公生涯に入るまでを過ごした土地であり、彼自身が「ナザレ人」と呼ばれたと新約聖書にあることから、きわめて重要な場所とされる。

## 歴史

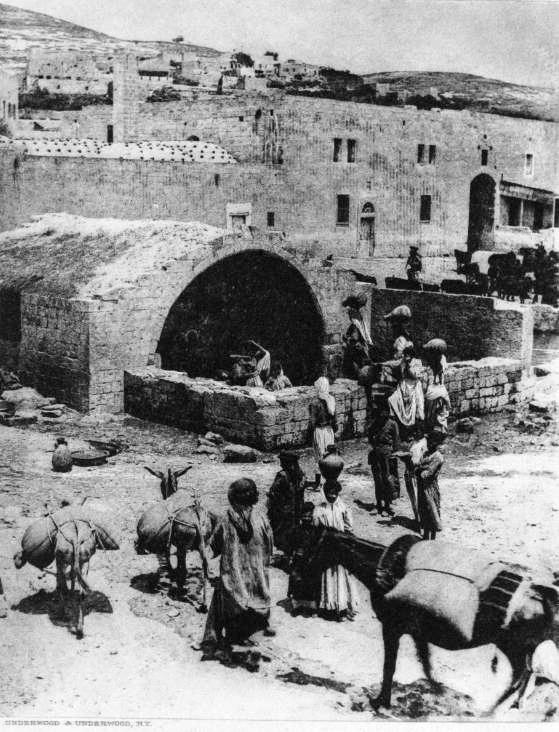
1917年のナザレ

326年、コンスタンティヌス帝、マリアの家の址とされる場所に受胎告知教会を建設。
637年、イスラム教徒によるパレスチナ地区の征服が始まり、この地区にイスラム教がもたらされる。その後の400年間で、イスラム教徒の住人の割合が増加するが、アラブ・キリスト教徒も少数派として残る。第1回十字軍以降、パレスチナは長く争いが続き、地元のサラセン人とヨーロッパ人による支配が幾度となく交代する。ガリラヤとナザレの支配者も、その支配者が信仰する宗教徒を増やしながら、頻繁に入れ代わった。 
1099年、十字軍のタンクレードがガリラヤを占領し、ナザレを首都に定める。古いScythopolis教区も、エルサレム王国時代からの4つの大司教区の1つであるナザレ大司教の下に移される。1187年、サラディンがヒッティーンの戦いに勝利し、街は再びイスラムの支配下となる。残った十字軍やヨーロッパ人の聖職者は、強制的に街から追い出された。
1263年、マムルーク朝スルタンのバイバルスが、パレスチナの地から、キリスト教徒の残党を追い払う命令の中で、ナザレにあったキリスト教徒の建築物を破壊し、キリスト教の牧師が町に立ち入ることを禁止した。ナザレにいたキリスト教徒はこの地で生き続けていたが、住民規模は縮小した。1294年にここを訪れたキリスト教巡礼者は、岩屋を守る小さな教会しかなかったと報告している。
14世紀、フランシスコ会の修道士の帰還と、聖堂跡地への居住が認められた。しかし、1584年、彼らは再び立ち退かされた。1620年 、オスマン・シリアの一部を支配していたFakhr-al-Din IIが、修道士の帰還と、受胎告知の岩屋に小さな教会を建設することを許可した。この場への巡礼ツアーが、以前町に住んでいたフランシスコ会によって組織された。しかし修道士たちは、周囲に住むベドウィンに苦しめられていた。ベドウィンはしばしば身代金目的に誘拐を行ったためである。地元シャイフのDaher el-Omarの治世に、彼はガリラヤの大部分をオスマン化し、1730年にフランシスコ会の教会建築を承認した。
1799年、ナザレはナポレオン・ボナパルトによって占領された。エジプトの将軍イブラーヒーム・パシャの統治時代は、オスマン・シリアの大部分とナザレは、ヨーロッパ人の宣教師や貿易商に開放された。オスマン帝国による再支配の後、ヨーロッパの勢力によりいくつかのの教育機関が建てられた。
1861年、フランシスコ会がメンザ・クリスティ聖堂 (knessith menzah krist'i) を建設。
イスラエル建国後は最大のアラブ人住民を抱える都市のためにクネセトで最も政府と対決していたイスラエル共産党（ラカッハ）が長らく支持を集めていた地域であり、1975年には第四次中東戦争後に高まった親パレスチナ感情を受けてアラブ人共産主義者のタウフィーク・ザイヤードがナザレの市長に就任したことは国内外で大きく注目され、ザイヤードは急逝した1994年まで市政を担い、ザイヤードの下で副市長だったハダシュのラメス・ジャライシが後任に選ばれ、4度当選して2013年まで市長を務めた。

## 地理
- クファール・カナ Kphar Kanna

## 施設

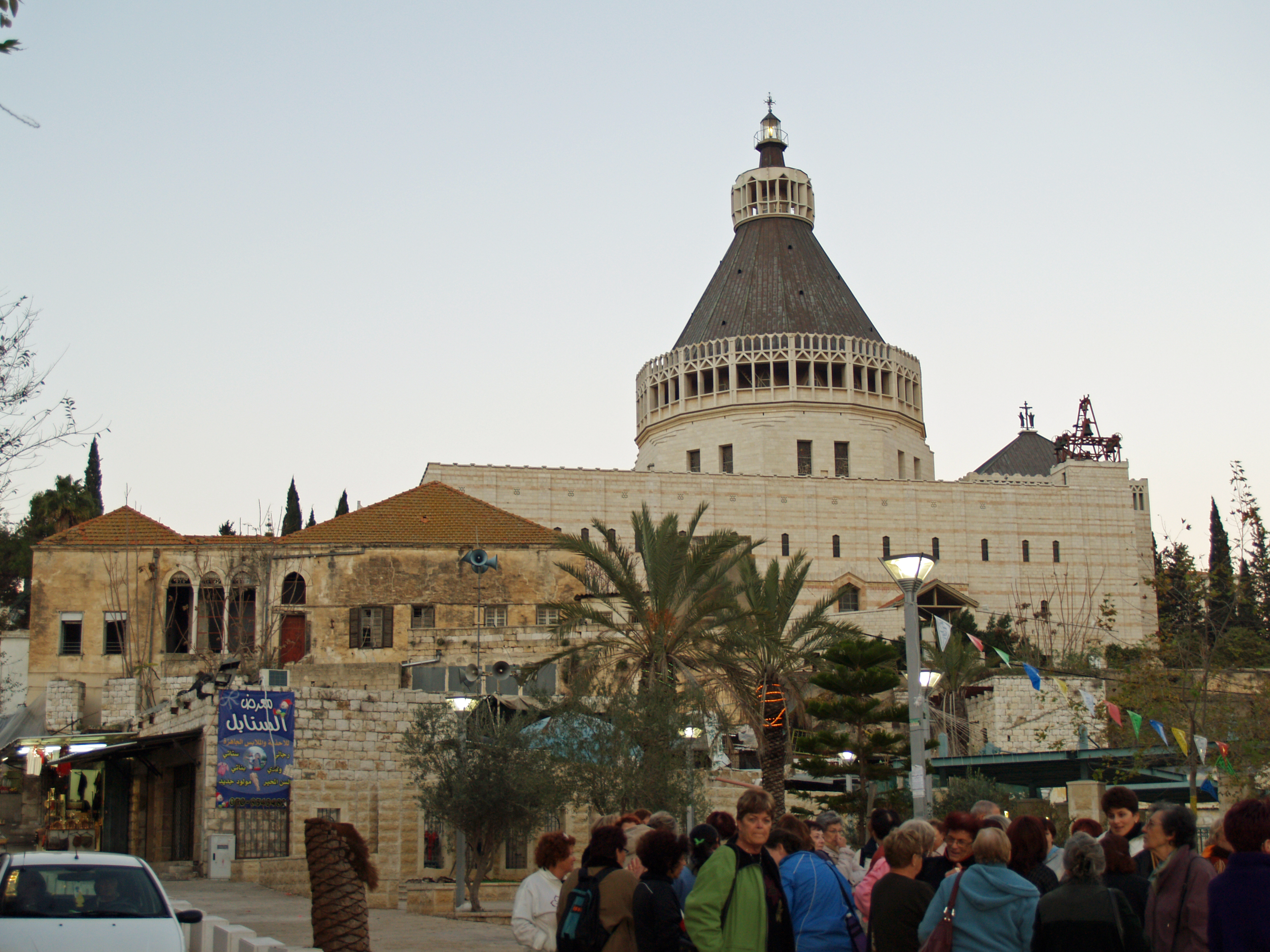
受胎告知教会
西アジア最大のカトリック聖堂。壁面に世界各国から贈られた聖母子像が飾られている。日本からのものは長谷川路可が下絵を描き、長谷川の没後、弟子たちによって制作されたモザイク『華の聖母子』。
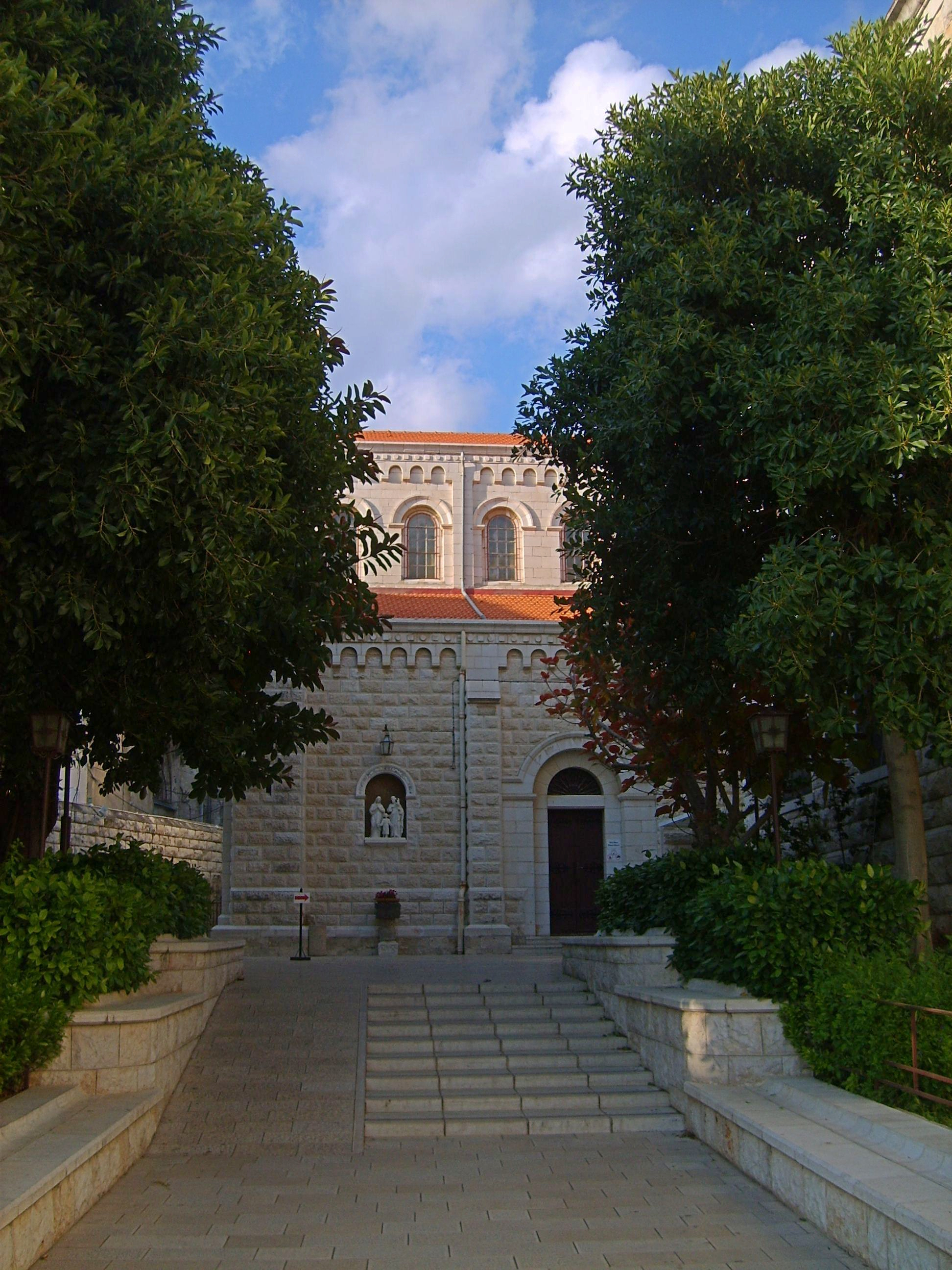
聖ヨセフ教会（ポーランド語版）
- シューク（スーク） šuq / suq
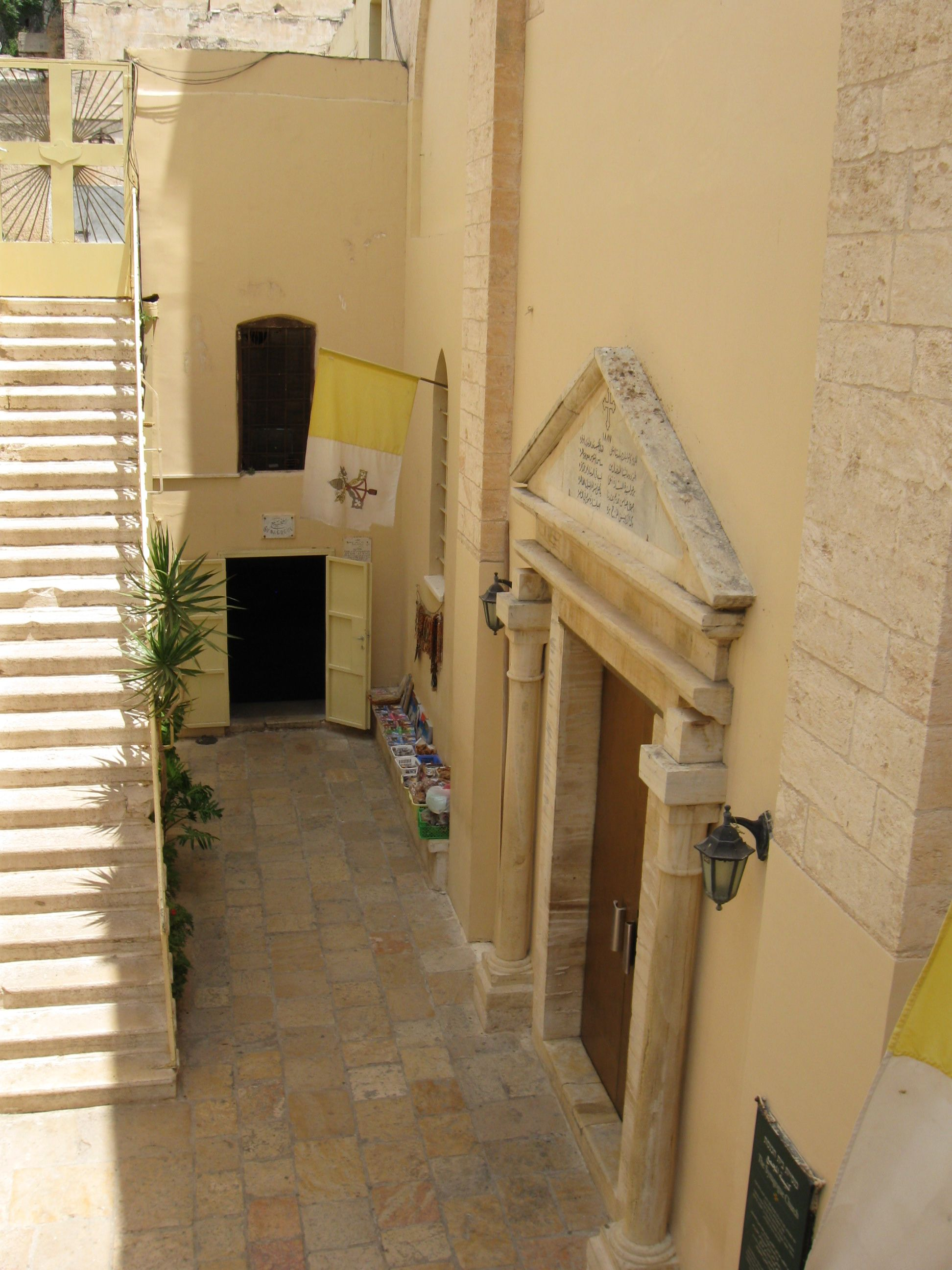
シナゴーグ教会（英語版） knessith beth haKneseth - 新約聖書によると、イエスがイザヤ書を朗読し、自らがメシアだと語ったシナゴーグ。
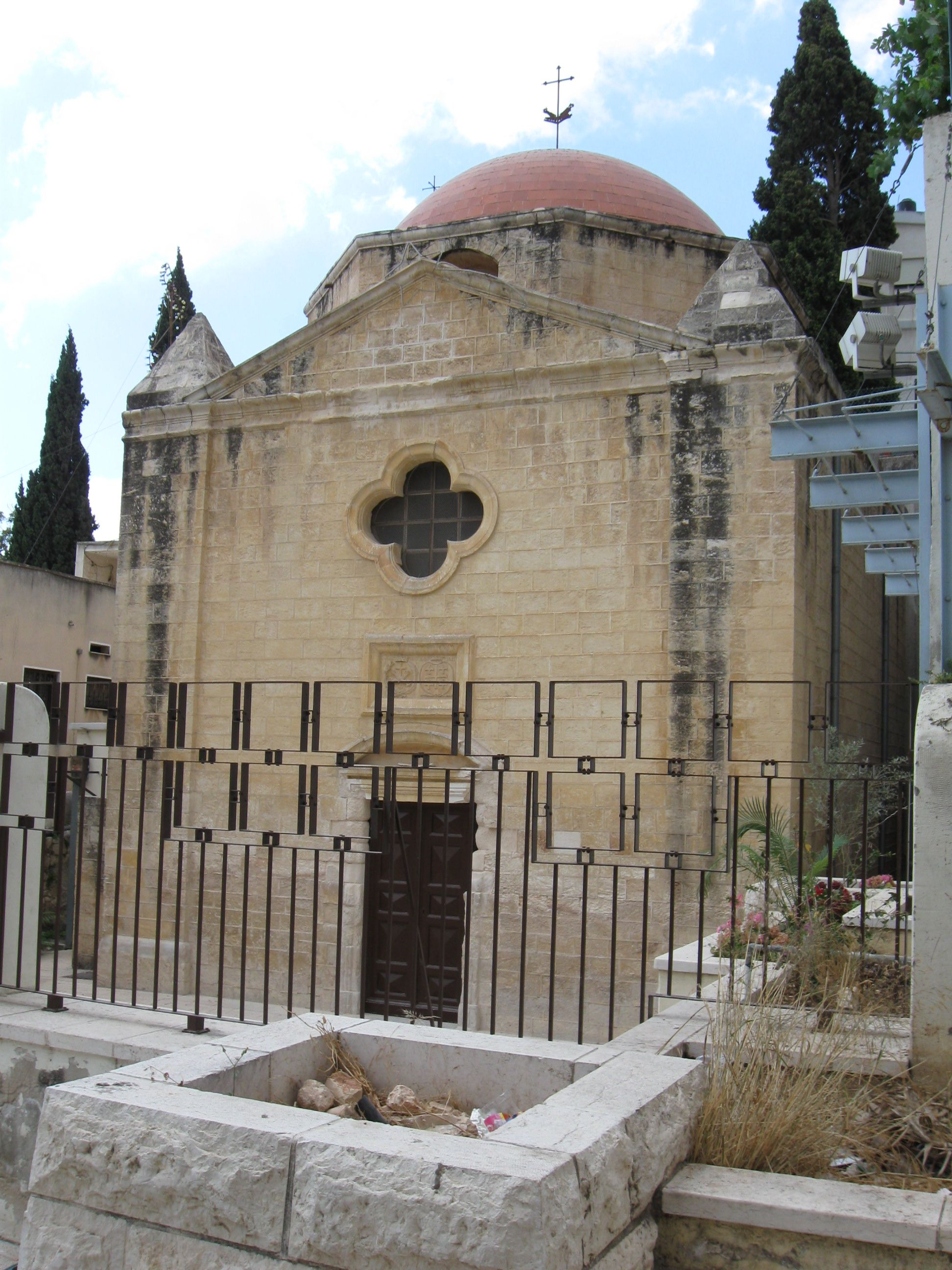
メンザ・クリスティ教会（英語版） knessith menzah krist'i
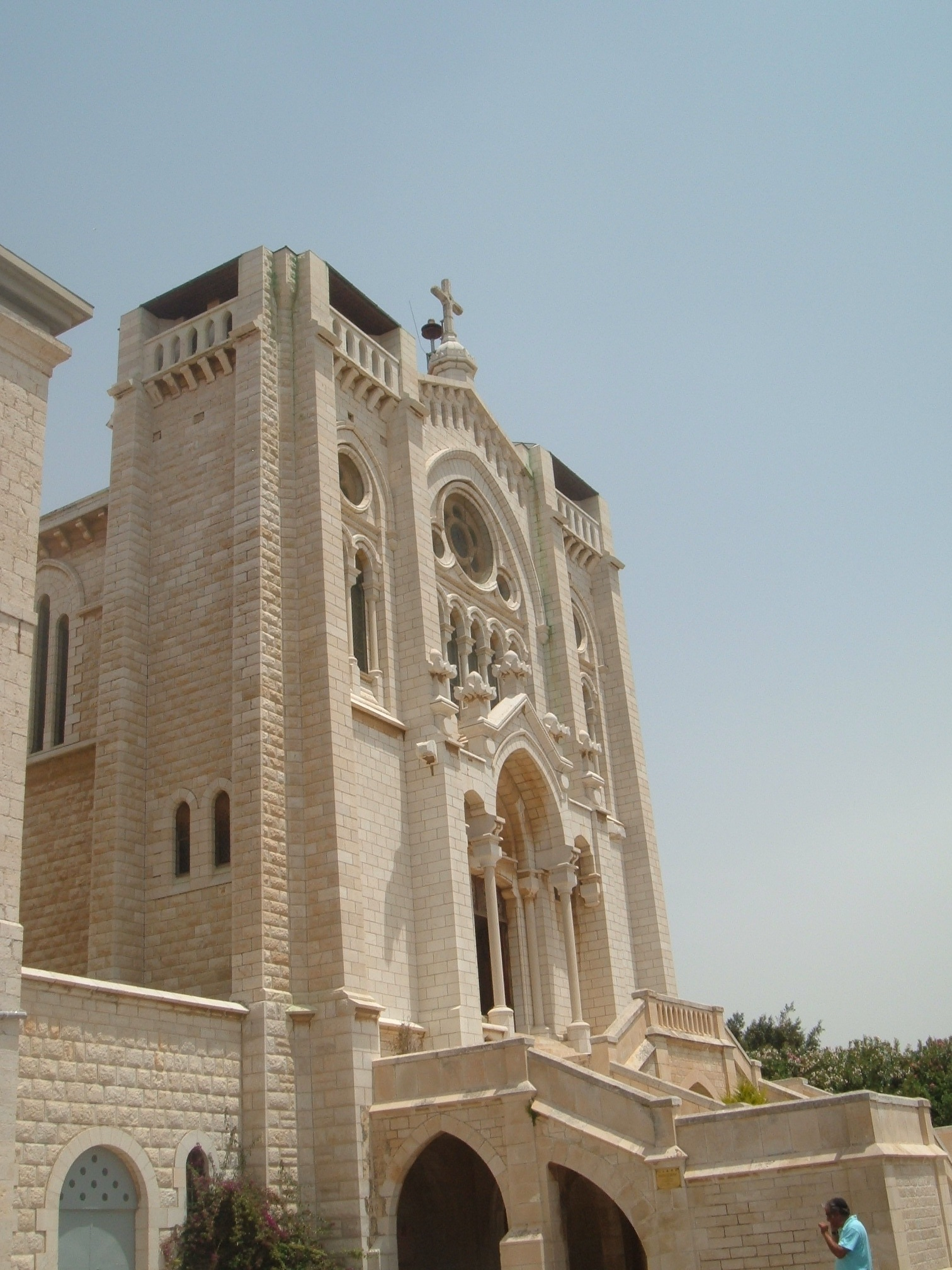
青年期のイエス大聖堂（ポーランド語版）
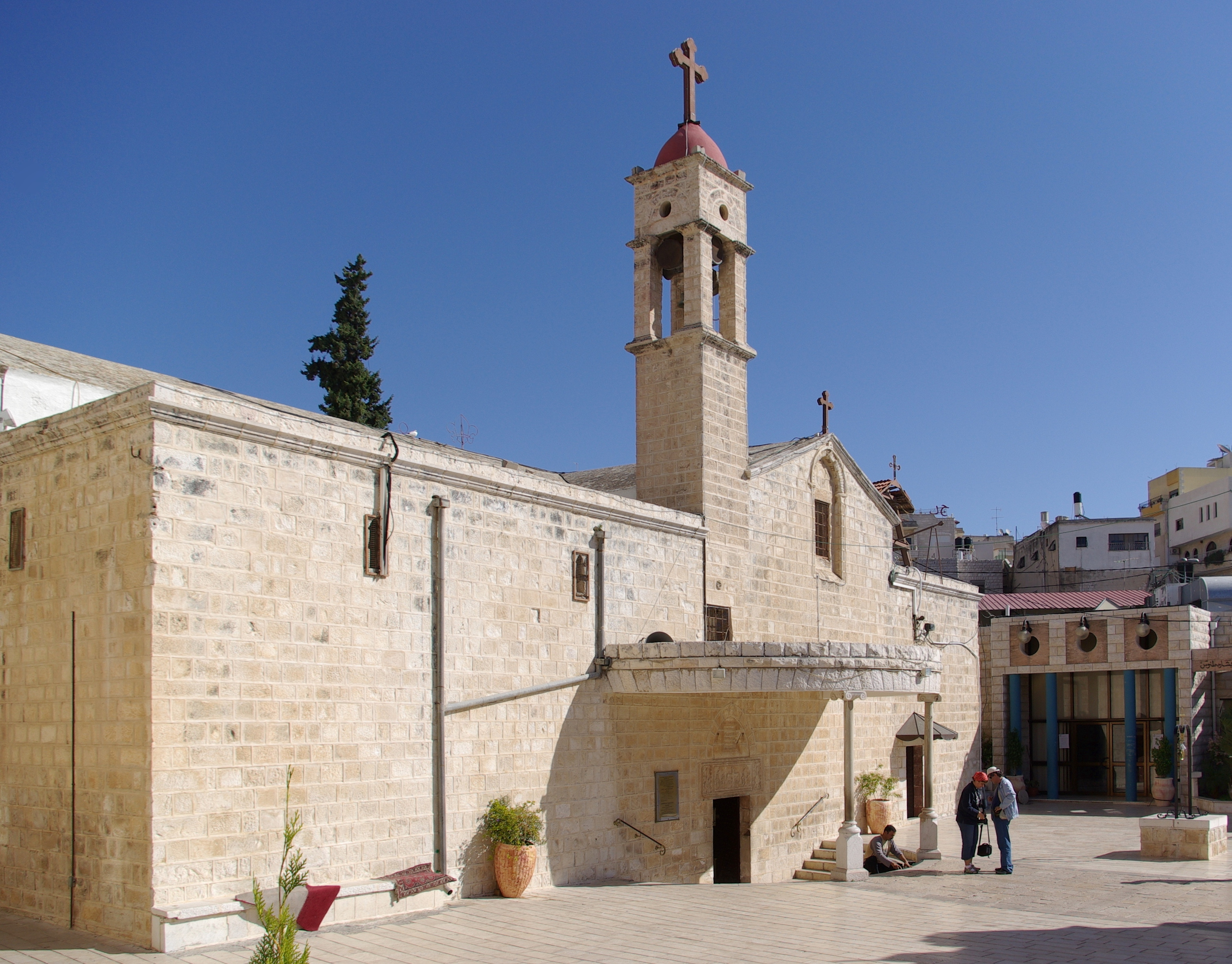
聖ガブリエル教会（英語版）
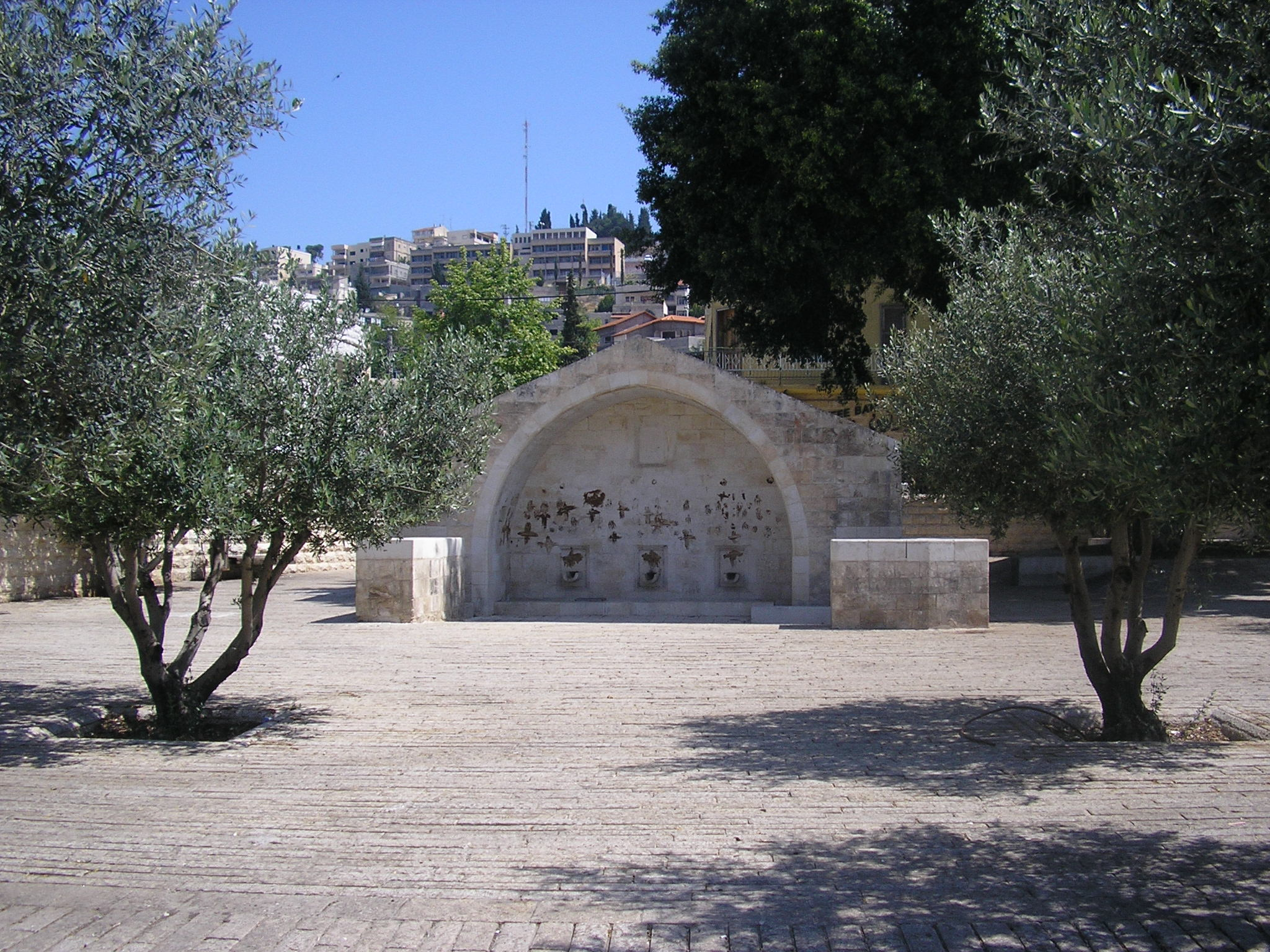
マリアの井戸（英語版）
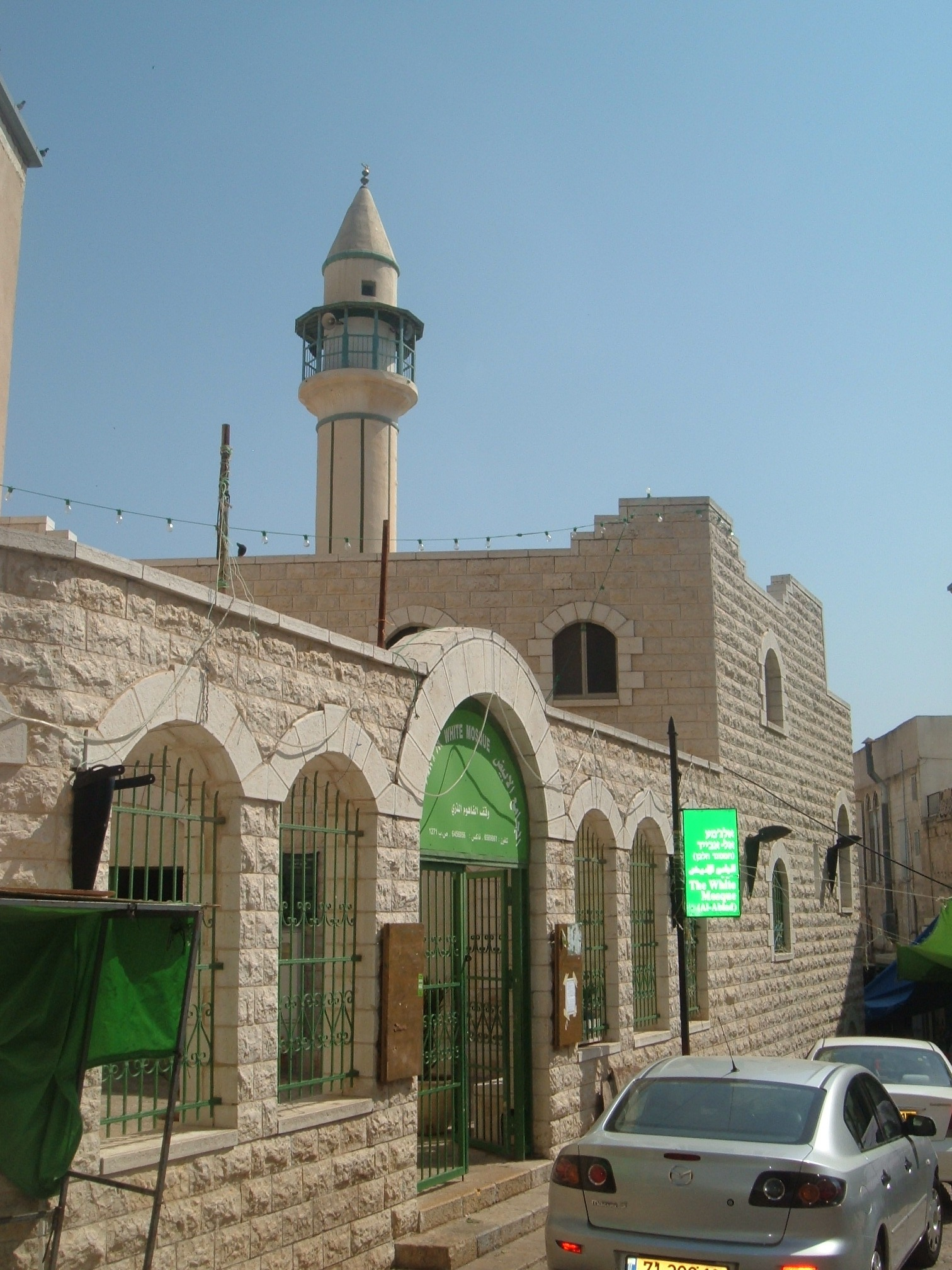
ナザレの白モスク

- 受胎告知教会
- 聖ヨセフ教会
- シナゴーグ教会
- メンザ・クリスティ教会
- 青年期のイエス大聖堂
- 聖ガブリエル教会
- マリアの井戸
- 白モスク

## 友好都市
- チェンストホヴァ（ポーランド）
- ロレート（イタリア）
- デン・ハーグ（オランダ）

## 著名な出身者
- ヨセフ（新約聖書に描かれている）
- マリア（同上）
- ナザレのイエス（同上）
- ヤコブ（同上）
- アズミー・ビシャーラ（政治家、作家）
- アリー・スレイマーン（俳優）
- イーリヤ・スレイマーン（映画監督、俳優）
- リム・バンナ（歌手）
- タウフィーク・ザイヤード（ヘブライ語版）（政治家、詩人、ナザレ市長）